# 구례 영모재
구례 영모재은 대한민국 전라남도 구례군 용방면 용강리에 있다. 2009년 5월 25일 구례군의 향토문화유산 제27호로 지정되었다.

## 개요
세종대왕 넷째왕자 임영대군 증손자 명선대부 운양도정공 리원과 아들 리몽서, 리몽경 손자 리정직, 리정익, 7대손 리동운, 리 성 등 1587년 용강리 665번지 생가터에 자리잡은 이후 18대를 실손으로 이어온 리원과 그 후손을 추모하기 위해 1878년에 건립한 제각이다.